# Kraft Television Theatre
Kraft Television Theatre è una serie televisiva statunitense in 587 episodi trasmessi per la prima volta nel corso di 11 stagioni dal 1947 al 1958.
È una serie di tipo antologico sponsorizzata dalla Kraft in cui ogni episodio rappresenta una storia a sé. Gli episodi sono storie perlopiù di genere drammatico e rappresentano sia storie originali che opere di autori classici come Canto di Natale e Le avventure di Alice nel Paese delle Meraviglie. Dall'ottobre del 1953 al gennaio del 1955 andò in onda sulla ABC un'altra serie antologica intitolata Kraft Television Theatre (reintitolata poi Pond's Theater dal gennaio al luglio del 1955, quando la serie terminò). Per circa 15 mesi la Kraft si trovò quindi a sponsorizzare due serie (trasmesse in diretta) simili, con lo stesso titolo e trasmesse su due reti concorrenti.
Kraft Television Theatre fu una delle serie antologiche drammatiche di maggior successo, oltre che una delle prime e una delle più longeve, trasmessa dal 1947 al 1958 o fino al 1965 se si considerano i "seguiti" Kraft Mystery Theater (che veniva trasmessa d'estate) e Kraft Suspense Theatre, che si concentrò maggiormente su storie televisive originali e non su adattamenti.

## Interpreti
Considerata una serie di prestigio, Kraft Television Theatre lanciò le carriere di diversi attori (così come quelle di diversi registi e sceneggiatori). Tra le guest star: James Dean, Janet De Gore, Colleen Dewhurst, Anne Francis, Lee Grant, Helen Hayes, Jack Lemmon, Grace Kelly, Jack Klugman, Cloris Leachman, Patrick McVey, Michael Higgins, John Newland, Paul Newman, Leslie Nielsen, Anthony Perkins, Judson Pratt, Lee Remick, George C. Scott, Rod Steiger, Joan Tompkins, Joanne Woodward. Alcuni degli episodi furono presentati dalla voce di Ed Herlihy.
La serie vede inoltre la partecipazione di numerose star cinematografiche e televisive, molte delle quali interpretarono diversi ruoli in più di un episodio.
- Valerie Cossart (20 episodi, 1947-1956)
- E.G. Marshall (19 episodi, 1950-1957)
- Joe Maross (15 episodi, 1952-1957)
- Harry Townes (14 episodi, 1949-1958)
- Dan Morgan (13 episodi, 1950-1958)
- Richard Kiley (13 episodi, 1951-1958)
- J. Pat O'Malley
- Mercer McLeod (11 episodi, 1948-1951)
- John Baragrey (11 episodi, 1947-1958)
- John Newland (11 episodi, 1949-1953)
- Mark Roberts (10 episodi, 1949-1958)
- Margaret Phillips (10 episodi, 1947-1952)
- Felicia Montealegre (10 episodi, 1949-1956)
- Robert Pastene (10 episodi, 1950-1958)
- Henry Jones (10 episodi, 1953-1958)
- James Daly (9 episodi, 1949-1956)
- Flora Campbell (9 episodi, 1947-1951)
- John Stephen
- Enid Markey
- Nancy Marchand (9 episodi, 1951-1958)
- James Gregory
- June Dayton (8 episodi, 1949-1956)
- Geoffrey Lumb (8 episodi, 1948-1958)
- Bea Arthur
- Hildy Parks (7 episodi, 1948-1955)
- Katherine Meskill
- Carmen Mathews
- Robert Emhardt (7 episodi, 1951-1958)
- Edgar Stehli (7 episodi, 1951-1956)
- Edward Binns (7 episodi, 1953-1958)
- Leora Dana
- Lilia Skala (7 episodi, 1953-1955)
- Ed Begley (7 episodi, 1954-1958)
- Elizabeth Montgomery (7 episodi, 1954-1957)
- Everett Sloane (7 episodi, 1955-1957)
- Guy Spaull
- George Reeves (6 episodi, 1949-1952)
- Anne Francis (6 episodi, 1949-1950)
- Louisa Horton
- Isobel Price
- Ruth Matteson
- Una O'Connor (6 episodi, 1949-1954)
- Lawrence Fletcher (6 episodi, 1949-1951)
- Warren Parker
- Leslie Nielsen
- Doris Rich
- Blanche Yurka (6 episodi, 1950-1954)
- Cliff Hall
- Wright King
- Paul Hartman
- Victor Jory (6 episodi, 1956-1957)
- Fred J. Scollay (6 episodi, 1958)
- Ethel Remey
- Grace Kelly
- Rex O'Malley
- Kathleen Maguire
- Dennis Patrick
- Elizabeth Ross
- Chet Stratton (5 episodi, 1949-1954)
- Jack Lemmon
- Cloris Leachman
- Richard Newton (5 episodi, 1950-1956)
- Raymond Bramley
- Nelson Olmsted
- Jane Rose (5 episodi, 1951-1958)
- Gene Lyons
- Joseph Walsh (5 episodi, 1951-1954)
- Russell Collins (5 episodi, 1952-1958)
- Roddy McDowall (5 episodi, 1952-1958)
- John McGiver
- Rod Steiger
- Audra Lindley
- Loïs Bolton (5 episodi, 1953-1957)
- Mary Fickett (5 episodi, 1953-1957)
- Lee Remick
- Constance Ford
- James Barton
- Joanna Roos (5 episodi, 1954-1956)
- Jack Klugman (5 episodi, 1955-1958)
- Larry Gates (5 episodi, 1955-1956)
- Patrick Macnee (5 episodi, 1956-1958)
- Glenda Farrell (5 episodi, 1956-1957)
- Eleanor Wilson
- Ethel Owen
- Neville Brand (4 episodi, 1958)
- Gwen Anderson
- Eileen Heckart (4 episodi, 1949-1957)
- Neva Patterson (4 episodi, 1949-1957)
- Richard Kendrick
- Malcolm Lee Beggs
- Lauren Gilbert (4 episodi, 1949-1953)
- Andrea Wallace
- Augusta Dabney
- Jean Gillespie
- Mildred Natwick
- Bramwell Fletcher
- Kathleen Comegys (4 episodi, 1950-1953)
- Peggy Conklin (4 episodi, 1951-1958)
- Cameron Prud'Homme
- Frederick Worlock
- Dick Foran
- Fred Stewart (4 episodi, 1951-1953)
- Dorothy Sands (4 episodi, 1951)
- William Redfield
- Roland Winters
- Russell Hardie
- Biff McGuire
- Kenny Delmar (4 episodi, 1953-1956)
- Marcel Hillaire (4 episodi, 1953-1956)
- Robert F. Simon (4 episodi, 1953-1956)
- Frederic Tozere (4 episodi, 1953-1956)
- Jack Livesey (4 episodi, 1954-1955)
- Pat Smith
- Martin Rudy
- Alexander Scourby (4 episodi, 1955-1958)
- Bruce Gordon
- Richard Shepard (4 episodi, 1955-1957)
- Peter Turgeon (4 episodi, 1955-1956)
- Simon Oakland (4 episodi, 1956-1958)
- Rip Torn (4 episodi, 1956-1958)
- Farley Granger
- Clayton Hall (4 episodi, 1956-1957)
- Conrad Nagel

## Produzione
La serie fu prodotta da J. Walter Thompson Agency.

### Registi
Tra i registi sono accreditati:
- William A. Graham in 8 episodi (1956-1958)
- Stanley Quinn in 7 episodi (1947-1953)
- Sidney Lumet in 7 episodi (1958)
- Paul Bogart in 5 episodi (1957-1958)
- Harry Herrmann in 4 episodi (1948-1953)
- Richard Dunlap in 4 episodi (1953-1956)
- Fielder Cook in 4 episodi (1955-1958)
- Maury Holland in 3 episodi (1954-1955)
- George Roy Hill in 3 episodi (1956)
- Lew Brown in 2 episodi (1950)
- Norman Morgan in 2 episodi (1956-1957)
- William Corrigan in 2 episodi (1958)
- Don Medford in 2 episodi (1958)

### Sceneggiatori
Tra gli sceneggiatori sono accreditati:
- A.A. Milne in 11 episodi (1947-1952)
- Rod Serling in 7 episodi (1953-1955). Vinse un Emmy Award per Patterns (12 gennaio 1955) che fu rifatto poi come lungometraggio omonimo (I giganti uccidono in Italia).
- Mel Goldberg in 5 episodi (1954-1958)
- Wendell Mayes in 4 episodi (1956-1957)
- Bellamy Partridge in 2 episodi (1947-1950)
- William Roos in 2 episodi (1947-1950)
- Jack Roche in 2 episodi (1948-1954)
- Daphne Du Maurier in 2 episodi (1950-1952)
- Oliver Crawford in 2 episodi (1955-1957)
- David Karp in 2 episodi (1955-1956)
- Eugene O'Neill in 2 episodi (1955)
- Dale Wasserman in 2 episodi (1956-1958)
- Paul Monash in 2 episodi (1956-1957)
- John Gay in 2 episodi (1956)
- George Roy Hill in 2 episodi (1956)
- Walter Lord in 2 episodi (1956)
- George Harmon Coxe in 2 episodi (1957-1958)
- Robert J. Crean in 2 episodi (1957)
- Alvin Boretz in 2 episodi (1958)
- Vance Bourjaily in 2 episodi (1958)
- Larry Cohen in 2 episodi (1958)
- David Davidson in 2 episodi (1958)
- Evan Hunter in 2 episodi (1958)
- Don Mankiewicz in 2 episodi (1958)
- Robert Penn Warren in 2 episodi (1958)
- Tennessee Williams in 2 episodi (1958)

## Distribuzione
La serie fu trasmessa negli Stati Uniti dal 7 maggio 1947 al 1º ottobre 1958 sulla rete televisiva NBC. L'11ª stagione fu trasmessa con il titolo Kraft Theatre. Altre puntate estive furono trasmesse nel 1958 con il titolo Kraft Mystery Theatre e si considerano facenti parte dell'11ª e ultima stagione (un'altra serie estiva intitolata "Kraft Mystery Theater" fu poi trasmessa dal 1961 al 1963 e si considera serie a sé stante).
A partire dal luglio 1956 gli episodi della serie sono andati in onda a colori.

## Episodi
| Stagione            | Episodi | Prima TV USA | Prima TV Italia |
| ------------------- | ------- | ------------ | --------------- |
| Prima stagione      | 70      | 1947-1948    |                 |
| Seconda stagione    | 52      | 1948-1949    |                 |
| Terza stagione      | 53      | 1949-1950    |                 |
| Quarta stagione     | 50      | 1950-1951    |                 |
| Quinta stagione     | 54      | 1951-1952    |                 |
| Sesta stagione      | 47      | 1952-1953    |                 |
| Settima stagione    | 56      | 1953-1954    |                 |
| Ottava stagione     | 52      | 1954-1955    |                 |
| Nona stagione       | 49      | 1955-1956    |                 |
| Decima stagione     | 53      | 1956-1957    |                 |
| Undicesima stagione | 51      | 1957-1958    |                 |